# 小公主雕像
小公主雕像（匈牙利语：Kiskirálylány）位于匈牙利布达佩斯的多瑙河滨大道的栏杆，由芒卡西奖和科苏特奖获奖雕塑家拉斯洛·马顿（László Marton，1925–2008）创作于1972年，原作高50厘米。
这位艺术家的灵感来源于他第一次婚姻中所生的大女儿。她经常穿着公主的服装，戴着父亲用报纸做的皇冠，在塔班表演，在家里也经常假装自己的浴袍是一件斗篷。这幅画面促使她父亲创作了这座小雕像。
拉斯洛·马顿写道：“我雕刻了它，名为‘小公主’。它被放置在多瑙河滨大道上一个优雅的位置，成为布达佩斯的象征."
"Évike是我第一次婚姻所生的女儿，她5岁时，穿着小公主的服装，在塔班游乐场玩耍。当我看到时，立刻就有了主题。我模仿自己的女儿 – 拉斯洛·马顿在他的工作室说（2007年） – 她大概六岁，在花园里玩耍。她打扮成公主，肩上搭了一间浴袍，头上戴了一顶王冠。我成功地捕捉到了这一刻，立刻觉得这是一件成功的艺术作品。几年后，首都向我索要一尊雕像。我立刻想到了“小公主”，幸运的是我们找到了雕像感觉良好的地方。"
1990年，雕像的一个较大尺寸的复制品被放置在多瑙河滨大道，第二件复制品被放置在艺术家的家乡陶波尔曹。在日本也有同一尊雕像的复制品，由艺术家捐赠。东京艺术剧场的音乐厅前。雕像原作（1972年）归匈牙利国家美术馆所有。